# Principe (philosophie)
Pour les articles homonymes, voir Principe.
Le principe est un concept philosophique polysémique qui désigne ou bien une source, un fondement, une vérité première d'idées ou d'autres choses. On parle ainsi de la conscience ou l'âme comme principe de vie. 

## Concept

### Chez les présocratiques
Les philosophes présocratiques s’étaient donné pour tâche de connaître le principe de toute chose, l’arkhè, principe premier. Ils entendaient par là l’étude de ce qui était le fondement de l’existence de l’ensemble des réalités empiriquement observables, qu'ils réduisaient à des matières fondamentales (les quatre éléments). Le premier présocratique à utiliser le terme d'arkhè serait Anaximandre, quoique cela soit discuté.
Pour Théophraste, il s’agit d’un « axiome du raisonnement probable ». Le principe est à la fois association et, pour ainsi dire, union intime entre eux des éléments intelligibles et des éléments physiques.

### Chez Platon
Platon, disciple de Socrate, pense à son tour l'arkhè dans ses dialogues. C'est notamment le cas dans le Philèbe et le Timée, où Platon s'efforce d'identifier un principe suprême, premier, de l'être. Platon n'emploie toutefois jamais le terme d'arkhè.
Le principe le plus élevé, selon Platon, est l'Un, identique au Bien et au dieu. Le Bien est la source de toute existence et de toute connaissance, il est lui-même supérieur à l'essence. C'est la lumière qui éclaire les Idées et permet à l'âme de les contempler. C'est le principe, au-delà de toute hypothèse, qui fonde en certitude toute science. Sa beauté est au-dessus de toute expression. 
Dans ses Définitions, pseudo-Platon définit le principe est la « cause première de ce qui est ». 

### Chez Aristote
Le concept de principe connaît sa consécration philosophique chez Aristote, disciple de Platon, qui s'inspire de son maître mais propose un système philosophique différent. Dans sa Métaphysique, Aristote fait du mot principe (« arkhè ») ce par quoi une chose est, ce par quoi une chose change, ou ce par quoi une chose est connue. On peut alors parler d'un principe d'être, d'un principe de changement, ou encore d'un principe épistémologique. 
Les principes sont par conséquent les causes premières. Selon Aristote, « la philosophie est la science des principes », dont la connaissance forme la sagesse.

### Chez Descartes
René Descartes admet que la philosophie soit la sciences des principes. Il cherche donc, pour pouvoir refonder la philosophie, identifier le commencement absolu, l'archè, de la discipline philosophique. Les Méditations métaphysiques permettent à Descartes de trouver ce principe.

### Chez Spinoza
Baruch Spinoza écrit à l'aune de la révolution scientifique de son temps. Plutôt que de chercher l'existence d'un principe, il cherche à identifier des lois et des proportions entre les objets physiques. Spinoza marque donc un éloignement de la tradition aristotélicienne.

### Chez Marx
Le principe apparaît chez Marx, dans le cadre de sa philosophie de la praxis. La praxis est, pour Marx, selon Jean Granier, le principe d'où procèdent les phénomènes.

### Chez Arendt
La philosophe allemande Hannah Arendt dans ses Considérations morales, a souligné l'importance de la signification double de l’arkhè dans la mesure où le principe du commandement ne nécessite pas de précédent : le chef est celui qui crée (en grec ancien : ποιέω / poiéō) le jugement souverain, autonome de toute « jurisprudence ».